# Milan Zachariáš
Milan Zachariáš (* 1. října 1983, Praha) je český fotbalový obránce, který momentálně působí v severočeském klubu FK Ústí nad Labem.

## Klubová kariéra
Začínal ve Slavii Praha, v létě roku 2003 byl přeřazen do A týmu, což mu pomohlo k účasti na šampionátu dvacetiletých. Po roce byl přeřazen do B týmu, čehož využil k přestupu do FK Chmel Blšany. Strávil zde celkem 4½ sezóny včetně jedné, kdy působil na hostování v SC Xaverov. Od ledna 2009 hraje za FK Ústí nad Labem.

## Reprezentace
Milan Zachariáš působil v českých mládežnických výběrech do 19, 20 a 21 let. Za „jedenadvacítku“ odehrál jediné přátelské utkání v březnu 2003 proti domácímu Slovensku (remíza 0:0).
Reprezentoval ČR na Mistrovství světa hráčů do 20 let 2003 ve Spojených arabských emirátech, kde český tým po remízách 1:1 s Austrálií a s Brazílií a porážce 0:1 s Kanadou obsadil nepostupové čtvrté místo v základní skupině C. Zachariáš nastoupil ke všem třem zápasům v základní sestavě.